# Huayno
Huayno, huaino o huayño (dal quechua wayñu, poi ispanizzato in huaiño, huayño, huayno) è un genere musicale e di danza folcloristica andina di origini pre-ispaniche peruviano tuttora molto diffusa tra le popolazioni andine di Perù: nato come ballo tradizionale per le cerimonie religiose e festive degli Inca il Huayno si è poi trasformato ed evoluto sotto l'influenza spagnola, ma ha mantenuto ancora in parte la sua originalità sulle Ande peruviane e boliviane, dove è ancora cantato in lingua quechua.  
Nelle altre aree sudamericane può assumere forme differenti, a seconda dell'influsso delle altre tradizioni musicali locali, spesso combinando la tradizione delle popolazioni rurali dell'area andina con la musica popolare ballabile urbana ed i generi musicali più moderni di origine nordamericana ed europea.

## La musica
La struttura musicale è composta da diverse melodie che vengono suonate su scale pentatoniche, eseguite su un metro binario (2/4), caratteristica che ha permesso a questo genere di evolvere verso una serie di ritmi ibridi che vanno dalla Chicha fino al Rock Andino, differenziandosi anche a seconda delle tradizioni locali o regionali (tunantada, huaylas, eccetera).

## Il canto
Il canto (generalmente eseguito da voci dal registro alto), è accompagnato da vari strumenti: la quena (flauto), il charango (una piccola chitarra), la zampogna, il mandolino e la bandurria, l'arpa e il violino; in alcune varianti più moderne vengono aggiunti altri strumenti quali tromba, sassofono o fisarmonica.

## La danza

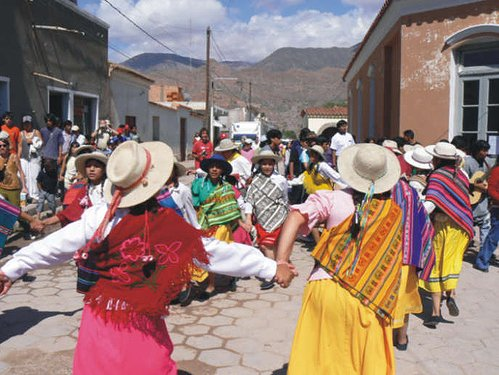
Carnavalito, danza millenaria folkloristica andina; Humahuaca, Jujuy, Argentina.

La danza - di coppia - inizia con l'uomo che offre il suo braccio destro alla donna in segno di invito.
Alternativamente può posare il proprio fazzoletto (o cappello) sulla spalla della donna. La danza ha inizio col cosiddetto "zapateo". Dopo quest'ultimo, l'uomo insegue la donna nella danza, fronteggiandola e/o toccandola con la propria spalla quando la donna gli volta la schiena; solo occasionalmente l'uomo prende sottobraccio la partner.

## Sottogeneri
Il Huayno è caratterizzato dalla sua adattabilità a differenti contesti. Lo stile del Huayno varia a seconda della regione e del gruppo sociale che lo interpreta, assumendo differenti nomi, come ad esempio Chuscada nei dipartimenti del Perù di Ancash e Apurimac, Pampeña nel dipartimento di Arequipa, Cashua nel dipartimento di Cajamarca, Chimaycha nei dipartimenti di Amazonas e Huanuco e Wayllacha nella zona del Colca.
Anche dal punto di vista della danza, vi sono diverse forme di huayno: durante le feste, ad esempio, può essere interpretato a guisa di ballo di gruppo, dove i partecipanti alla danza formano un cerchio tenendosi per mano, stringendosi ed allargandosi alternativamente a tempo di musica.

## Esempi di Huayno peruviani
- El Cóndor Pasa di Daniel Alomía Robles (reso noto nel 1970 da Simon e Garfunkel e dagli Inti Illimani)
- Vírgenes del Sol di Jorge Bravo de Rueda (reso noto nel 1951 da Yma Sumac)
- Valicha di Vladimir Hurtado
- Adios pueblo de Ayacucho di Estanislao "Tany" Medina